# Hugo Emil Schober
Hugo Emil Schober (* 3. Juli 1820 in Waldau, Oberlausitz; † 21. Februar 1882 in Tharandt) war ein deutscher Agrarwissenschaftler.

## Leben und Wirken
Schober studierte an der Landwirtschaftlichen Akademie Eldena bei Greifswald, promovierte vermutlich an der Universität Greifswald und war dann einige Jahre als Dozent in Eldena tätig. Seit 1847 wirkte er als Professor für Landwirtschaft an der Akademie für Forst- und Landwirte in Tharandt. Von 1852 bis 1870, d. h. bis zur Verlegung des Landwirtschaftsstudiums an die Universität Leipzig, war er zugleich Direktor der landwirtschaftlichen Abteilung dieser Akademie. Von 1870 bis zu seinem Tod war Schober Professor für Volkswirtschaftslehre an der Bergakademie Freiberg.
Als Agrarwissenschaftler hat sich Schober vor allem durch zahlreiche Bücher und Schriften einen Namen gemacht. Als Erstlingsschrift veröffentlichte er 1843 eine Abhandlung über die Geschichte der Landwirtschaftlichen Akademie Eldena. Von mehreren betriebswirtschaftlichen Publikationen ist sein Buch über eine Theorie der Wirtschaftssysteme in der Landwirtschaft (1846) hervorzuheben. Sein umfangreichstes Werk ist ein mit vier Bänden konzipiertes, aber nicht vollständig erschienenes Lehrbuch der Landwirthschaft für Land- und Staatswirthe … (1848–1855). In dem 1856 erschienenen kleinformatigen Buch Encyklopädie der Landwirthschaftswissenschaft beschreibt er alle Teilgebiete der wissenschaftlichen Landwirtschaft und gibt eine vorzügliche Übersicht über die Fachliteratur. Beachtenswert ist seine praxisorientierte Schrift über den Anbau von Tabak und Weberkarden (1856).
Von 1848 bis 1849 gab Schober die Landwirthschaftliche Zeitschrift und von 1850 bis 1854 gemeinsam mit Julius Adolph Stöckhardt die Zeitschrift für deutsche Landwirthe heraus. Schober war seit 1853 Ehrenmitglied des Bayerischen Landwirtschaftlichen Vereins und seit 1865 der Königlich Hannoverschen Landwirthschafts-Gesellschaft zu Celle. Seit 1862 führte er den Titel Hofrat. Der sächsische Politiker und Landtagsabgeordnete Friedrich Maximilian Schober war sein Sohn.

## Hauptwerke
- Die Academie Eldena. Ein Beitrag zur Geschichte des landwirthschaftlichen Unterrichtswesens. Koch´s Verlagsbuchhandlung Greifswald 1883.
- Grundzüge zu einer Theorie der Wirthschaftssysteme in der Landwirthschaft, nebst einer Karte über die geographische Verbreitung dieser Wirthschaftssysteme in Deutschland. Verlag Dietze Anclam 1846.
- Lehrbuch der Landwirthschaft für Land- und Staatswirthe, namentlich für Studierende an höheren landwirthschaftlichen Lehranstalten und Universitäten. 4 Bände (nicht alle erschienen). Arnoldische Buchhandlung Dresden und Leipzig 1848–1855.
- Der Anbau des Tabaks und der Weberkarden. Eine Anleitung zum zweckmäßigen Betriebe desselben für Landwirthe und Gärtner. Verlag G. Wiegand Leipzig 1853.
- Encyclopädie der Landwirthschaftswissenschaft. Nebst einer Uebersicht über die neuere deutsche landwirthschaftliche Literatur. Verlag Arnold Dresden 1856 (online).
- Zur Geschichte der Akademie für Forst- und Landwirthe in Tharand. In. Tharander Jahrbuch Bd. 17, 1866, S. 3–122.